# Teba, Egipt
Teba (sau Theba) (în greaca antică: Θῆβαι Thēbai) a fost un oraș în Egiptul Antic, situat la 800 km sud de malul Mediteranei, pe malul stâng al Nilului. A fost capitala Egiptului în perioada Regatului Mijlociu și prima jumătate a Regatului Nou, în decursul dinastiilor a XI-a și a XVIII-a.
În prezent, în apropierea Tebei  se află orașele Luxor și Karnak.